# أنتوني أندرسن
أنتوني أندرسن (بالإنجليزية: Anthony Anderson)‏ ممثل أمريكي من مواليد 15 أغسطس 1970م.

## مواقع خارجية
- أنتوني أندرسن على موقع IMDb (الإنجليزية)
- أنتوني أندرسن على موقع روتن توميتوز (الإنجليزية)
- أنتوني أندرسن على موقع قاعدة بيانات الأفلام العربية
- أنتوني أندرسن على موقع ألو سيني (الفرنسية)
- أنتوني أندرسن على موقع ميوزك برينز (الإنجليزية)
- أنتوني أندرسن على موقع أول موفي (الإنجليزية)
- أنتوني أندرسن على موقع قاعدة بيانات الأفلام السويدية (السويدية)
- أنتوني أندرسن على موقع إن إن دي بي (الإنجليزية)
- أنتوني أندرسن على موقع قاعدة بيانات الفيلم (الإنجليزية)
- أنتوني أندرسن على موقع كينوبويسك (الروسية)

1. ↑   https://walkoffame.com/anthony-anderson/. {{استشهاد ويب}}: |url= بحاجة لعنوان (مساعدة) والوسيط |title= غير موجود أو فارغ (من ويكي بيانات) (مساعدة)